# Suchorzec
Suchorzec – wieś w Polsce położona w województwie podlaskim, w powiecie suwalskim, w gminie Bakałarzewo.
| SIMC    | Nazwa      | Rodzaj    |
| ------- | ---------- | --------- |
| 1012940 | Ogrodzisko | część wsi |

Wieś królewska ekonomii grodzieńskiej położona była w końcu XVIII wieku  w powiecie grodzieńskim województwa trockiego. W latach 1975–1998 miejscowość administracyjnie należała do województwa suwalskiego.
W 1827 roku znajdowały się tu zaledwie dwa domy i dwóch mieszkańców. Miejscowość należeć miała wtedy do parafii Filipów.